# Blåfläckig lövmätare
Blåfläckig lövmätare, Scopula decorata, är en fjärilsart som beskrevs av Michael Denis och Ignaz Schiffermüller 1775. Blåfläckig lövmätare ingår i släktet Scopula och familjen mätare, Geometridae. Enligt den finländska rödlistan är arten nationellt utdöd, RE, i Finland. Enligt den svenska rödlistan är arten nära hotad, NT, i Sverige. Arten förekommer sällsynt från Skåne till Gotska Sandön. Artens livsmiljö är sandstränder vid Östersjön. Sju underarter finns listade i Catalogue of Life, Scopula decorata armeniaca Thierry-Mieg, 1916, Scopula decorata congruata Zeller, 1847, Scopula decorata drenowskii Sterneck, 1941, Scopula decorata eurhythma Prout, 1935, Scopula decorata honestata Mabille, 1869, Scopula decorata przewalskii Viidalepp, 1975 och Scopula decorata violata Thunberg, 1784.

## Bildgalleri

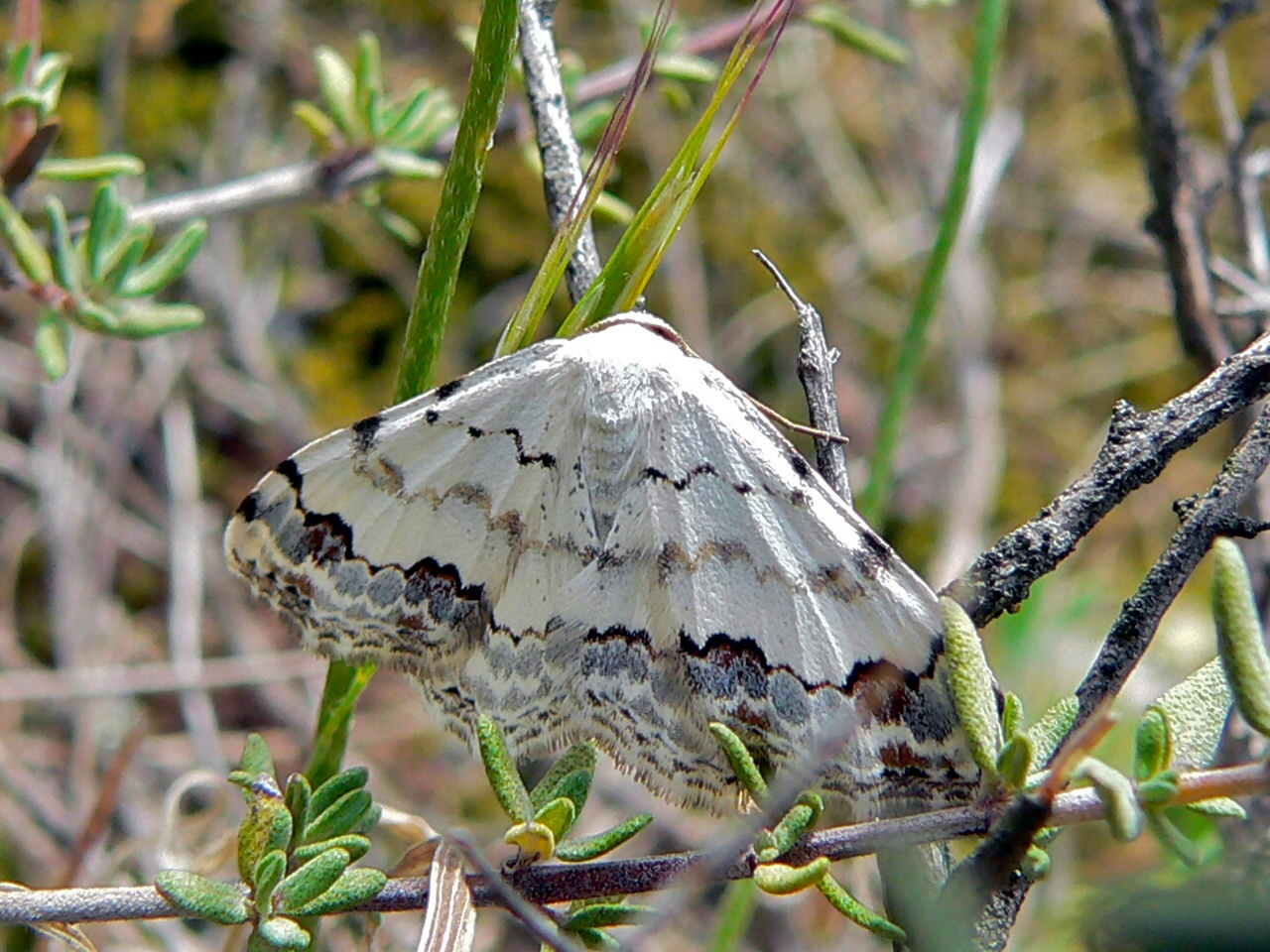
Imago fjäril
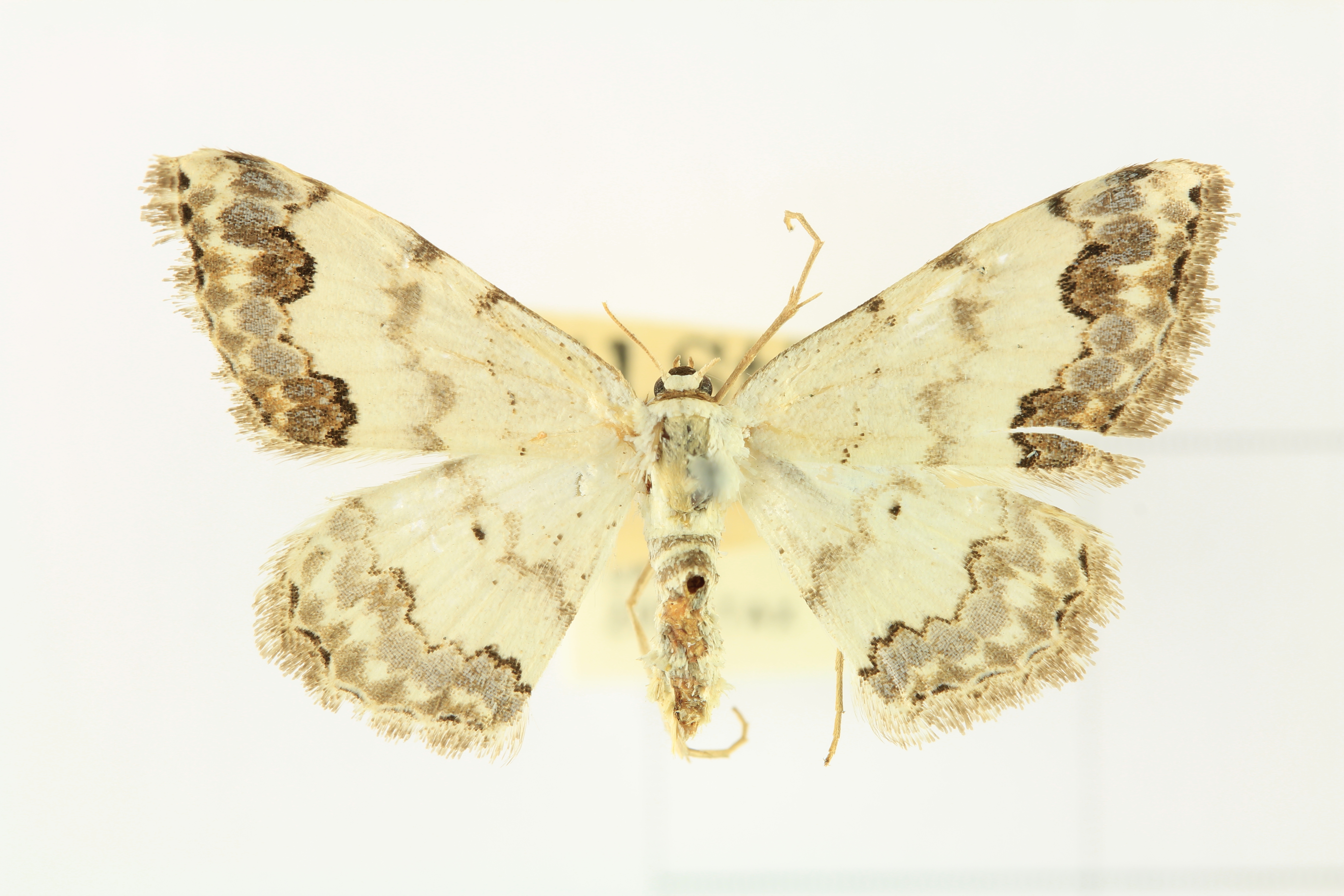
Preparerad (uppnålad) imago fjäril.